# Kris Murray

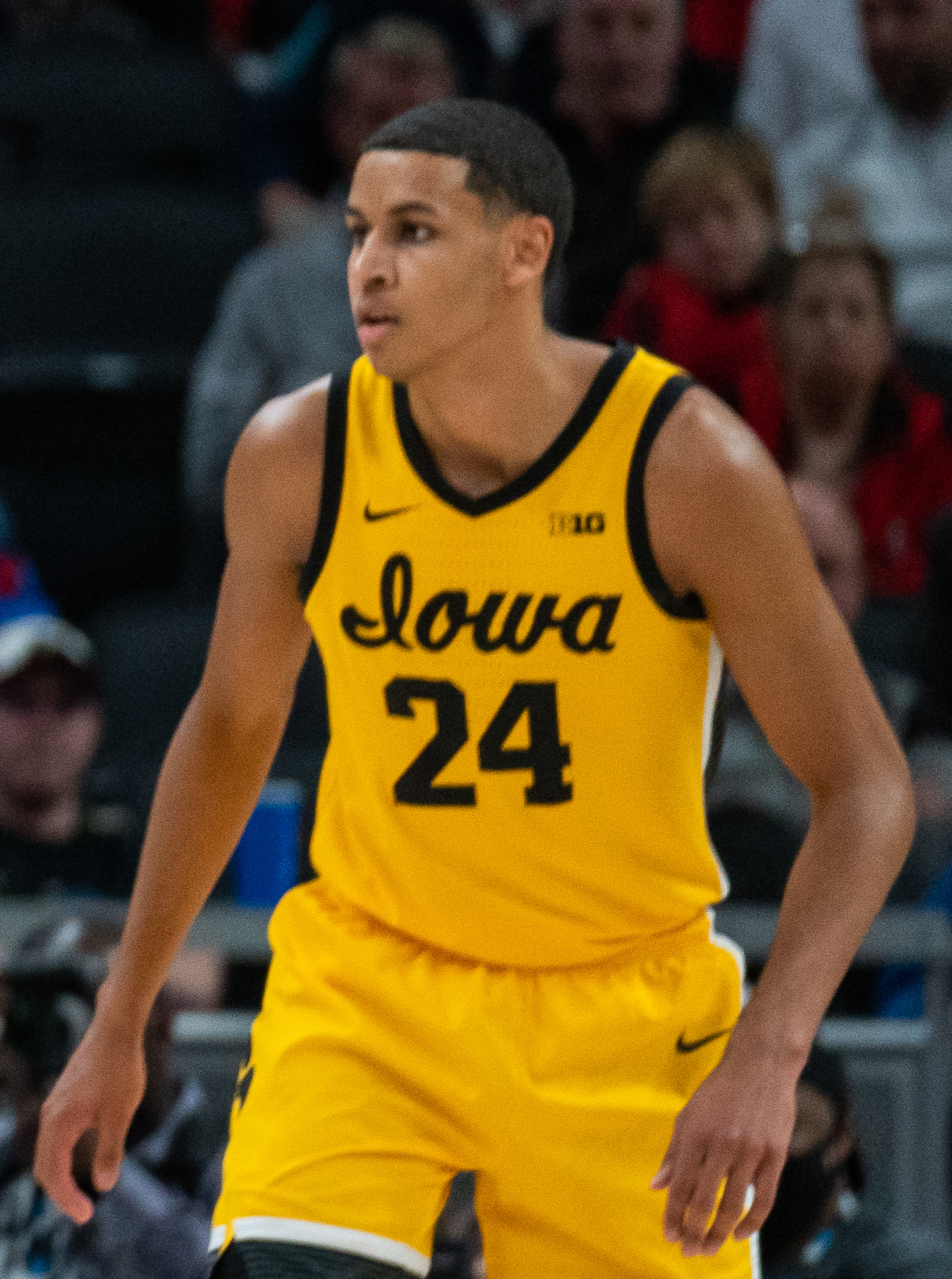
Kris Murray, 2022.

Kristopher James "Kris" Murray, född 19 augusti 2000 i Cedar Rapids i Iowa, är en amerikansk professionell basketspelare (PF) som spelar för Portland Trail Blazers i National Basketball Association (NBA).
Han draftades av Portland Trail Blazers i första rundan i 2023 års draft som 23:e spelare totalt.
Innan Murray blev proffs studerade han, och sin tvillingbror Keegan Murray, vid University of Iowa och båda spelade för universitetets idrottsförening Iowa Hawkeyes.